# طارق بن حليم
طارق مصطفى بن حليم مصرفي ومستثمر عربي من أصول ليبية، وكاتب صحفي وناشط سياسي، تولى رئاسة العديد من الجهات المالية العالمية، والده هو مصطفى بن حليم رئيس وزراء ليبيا في المملكة الليبية قبل قدوم معمر القذافي.

## حياته
بعد الانقلاب الذي قام به معمر القذافي على السلطة عام 1969، تم نفي طارق وعائلته، وانتقلوا إلى بيروت قبل أن يستقروا في لندن.ولد طارق بن حليم في طرابلس، ليبيا، يوم 4 ديسمبر 1955 إلى السيد مصطفى بن حليم الذي كان رئيس وزراء ليبيا من شهر أبريل 1954 إلى مايو عام 1957 وبعد تركه منصب رئيس وزراء ليبيا تم تعيينه سفيرًا لليبيا في فرنسا سنة 1957 حتي 1960 وكانت أمه يسرا كنعان، من أصل فلسطيني.
درس طارق في أتلانتك كوليج، ويلز، وأكمل دراسته في جامعة "وارويك " بانجلترا وحصل على البكالوريوس في العلوم المالية، بعد ذلك حصل علي الماجستير من كلية إدارة الأعمال في جامعة هارفارد
بعد حصوله علي العديد من الشهادات في التعليم العالي عمل كمصرفي استثماري في أكبر بنوك العالم مثل "جي بي مورغان"، وبنك "كريديت سويس فيرست بوسطن"، وبنك "جولدمان ساكس"؛ حيث تقلد منصب المدير التنفيذي. في عام 2005, تم تعيين طارق مديرا غير تنفيذي لمجموعة ماجد الفطيم في دبي. كما عمل مستشارًا لمصرف ليبيا وأمينًا لـ "كومن بربس انترناشونال". في سنة 2000 كان طارق مسؤولا لأكبر اكتتاب عام في الأسواق الناشئة في ذلك الوقت، قيمة هذا الاكتتاب العام كان 2 بليون دولار.
كان طارق بن حليم مصرفيا ناجحا متخصصا في الاستثمار حتي سنة 2000 . في سنة 2000 ترك طارق عمله في الخدمات المصرفية الاستثمارية لمتابعة العمل الخيري وتعزيز العدالة والديمقراطية في المنطقة العربية. في سنة 2004 أسس طارق مؤسسة الفنار، وهي أول مؤسسة استثمارية اجتماعية في المنطقة العربية تُقدم نهجًا أكثر فاعلية واستدامة للتنمية في المنطقة. 
في مقالة نشرها طارق في جريدة "لوس انجيليس تايمز" يوم 9 فبراير 2003، انتقد طارق الحكومات العربية ووصفهم بأنهم "'حكومات لخدمة المصالح الذاتية، الغير تمثيلية، التي حكمت العالم العربي منذ القرن التاسع عشر." تمني طارق أن يسبب تغير النظام العراقي في سنة 2003 تغيرات مماثلة في الحكم والنظام في جميع أنحاء المنطقة. تطوع طارق للعمل مع القوات البريطانية وتم تعيينه كنائب مدير تنمية القطاع الخاص لسلطة الائتلاف المؤقتة> ولكن بعد مدة قصيرة أصبح طارق محبط بسبب نهج سلطة الائتلاف المؤقتة. "شعر طارق أن تركيز قوات الاحتلال كان على تحقيق مكاسب سريعة بدلاً من بناء هياكل مستدامة قادرة على النجاة حتى بعد رحيل قوات الاحتلال. استقال طارق من هذا المنصب بعد بضعة أشهر فقط.
وقت وتجارب طارق في العراق عززت عزمه لتحسين سبل العيش من خلال الاستجابة لاحتياجات المجتمع في العالم العربي، شيء فشلت الحكومات العربية في فعله لسنين طويلة. في سنة 2004 أنشأ طارق بن حليم مؤسسة الفنار، التي تهدف إلى تحسين مستوى المعيشة في المجتمعات الفقيرة والمهمشة في جميع أنحاء الوطن العربي، وذلك من خلال دعم نمو المشروعات القوية، القادرة على الاعتماد على الذات، والتي تستجيب بشكل فعال للاحتياجات المجتمعية الملحة.وتتمثل رؤيتها في أن تعزيز المنظمات الأهلية وقياداتها لا يؤدي فقط إلى تحسين المستوى المعيشي للمجتمعات التي تؤثر فيها، ولكنه يؤدي على المدى الطويل إلى إحداث تغيير في المجتمع بأكمله.

## وفاته
توفى طارق في 11 ديسمبر 2009, بعد أسبوع واحد من عيد ميلاده 54 بعد صراع مع سرطان الدماغ لمدة 14 شهرا. وترك وراءه زوجته سينثيا اوكس، وابنة الصحفي الأمريكي المشهور برترام اوكس وأطفالهما الثلاثة. نشرت جريدة الغارديان نعي طارق كما يلي: وقالت «إنه كان رجلا ذا مبادئ وخفة ظل»